# Max Georg Zimmermann

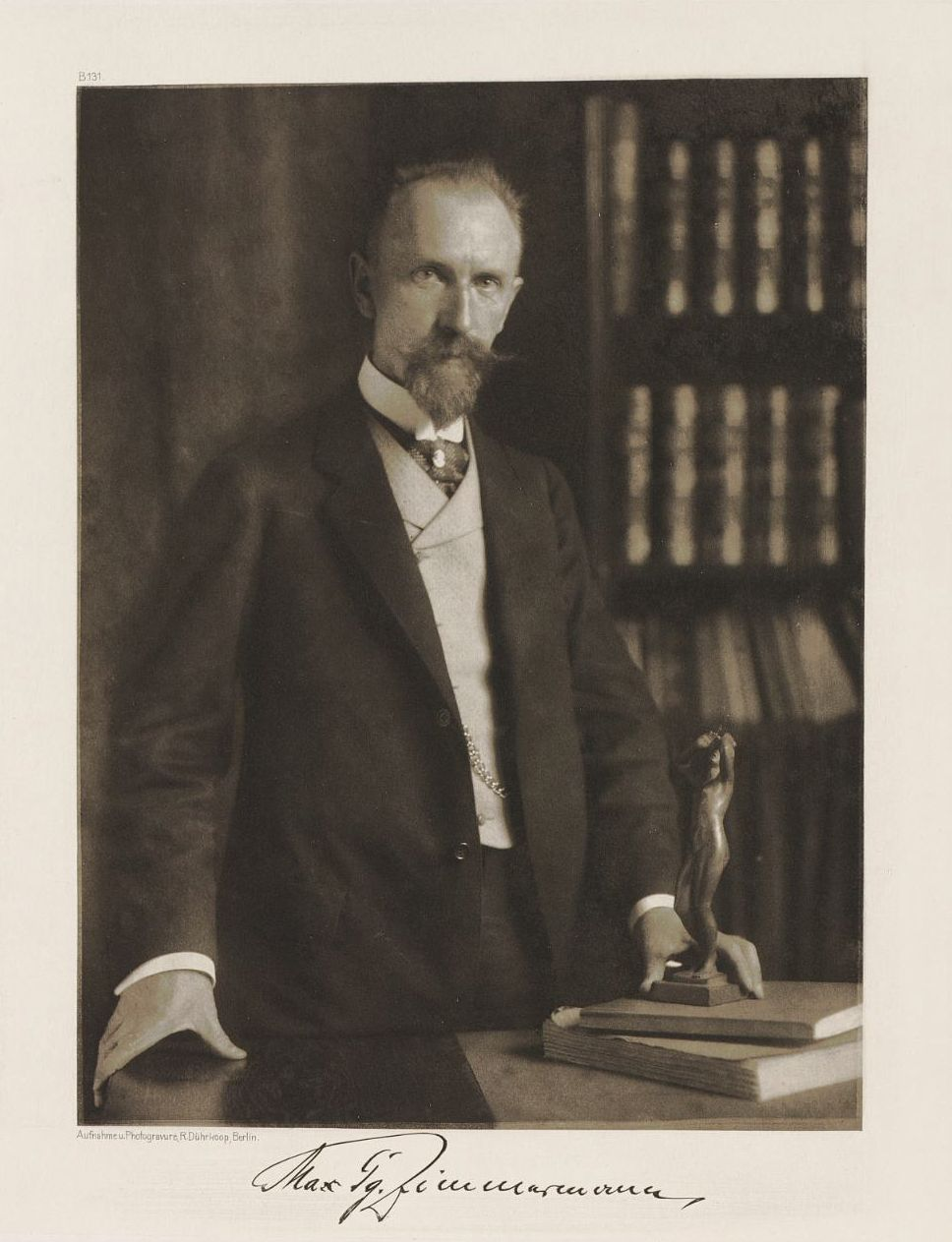
Max Georg Zimmermann, 1907, Foto von Rudolf Dührkoop

Max Georg Zimmermann (* 1. Juni 1861 in Elbing; † 10. Juli 1919 in Berlin) war ein deutscher Kunsthistoriker.

## Leben
Max Georg Zimmermann war der Sohn des Privatsekretärs Christian Zimmermann. Der spätere Altphilologe und Gymnasiallehrer Albert Zimmermann (1854–1925) war sein Bruder. Beide besuchten das Gymnasium in Elbing. Er studierte Kunstgeschichte und Klassische Archäologie in Berlin und München, wo er 1885 promoviert wurde. Ab 1888 war er Dozent für Kunstgeschichte an der Kunstakademie Düsseldorf, 1892 erhielt er den Titel Professor verliehen. 1893/94 bereiste er Italien, lebte dann in Bonn und ging 1896 nach Berlin. Im Jahr 1900 wurde er Privatdozent an der Universität Berlin und noch im gleichen Jahr ordentlicher Professor für Kunstgeschichte an der Technischen Hochschule Berlin, wo er bis zu seinem Tode lehrte. Im Jahr 1912 erhielt er den Titel Geheimer Regierungsrat und wurde Direktor des Schinkelmuseums und der Beuthsammlung in Berlin.
Sein Grab auf dem Friedhof Grunewald in Berlin ist nicht erhalten.